# La Belle Russe (film 1919)

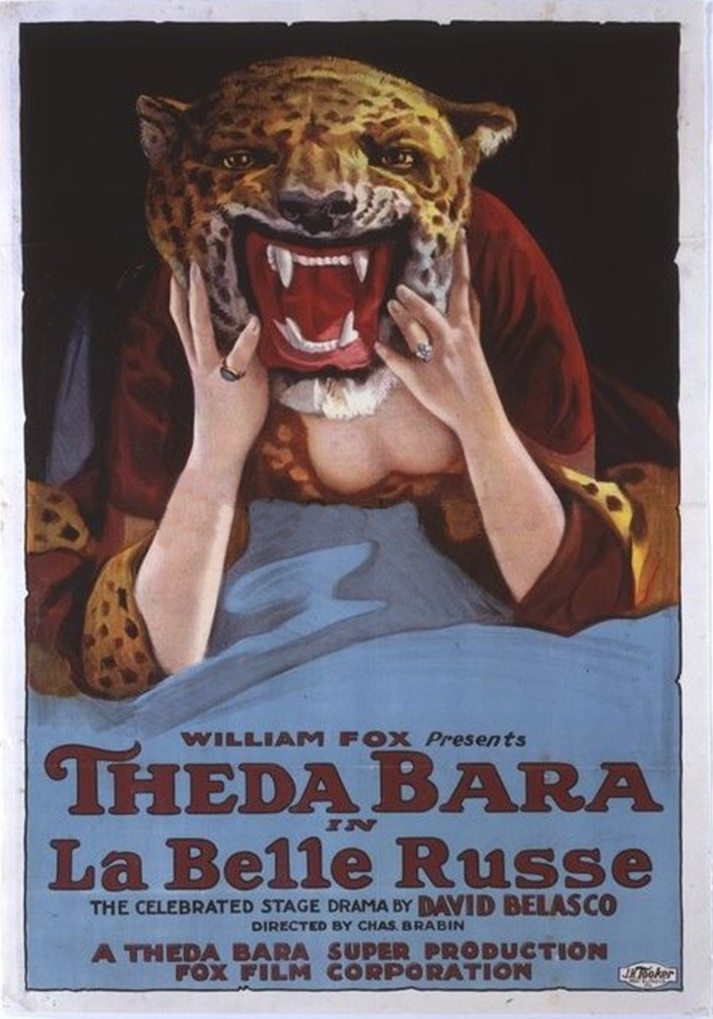

La Belle Russe è un film muto del 1919 diretto da Charles J. Brabin. Il regista firmò anche la sceneggiatura che si basa su La Belle Russe, un lavoro teatrale di David Belasco, già adattato per lo schermo nel 1914 con un altro 
La Belle Russe diretto da William J. Hanley.

## Trama
Allo scoppio della guerra, Phillip Sackton, si arruola per poter mantenere la moglie, incinta del loro bambino, dopo che lui - proprio a causa del suo matrimonio con Fleurette, una ballerina - è stato diseredato dalla sua nobile famiglia inglese. Al fronte, l'amico Brand confida a Philip di essere stato ferito dalla famosa Belle Russe, una nota danzatrice, che lui aveva respinto e che assomiglia in modo impressionante a Fleurette.
A casa, Fleurette, dopo aver ricevuto la notizia della morte di Philip - che, in realtà è prigioniero dai tedeschi - decide di tornare a Parigi. Lady Sackton, credendo che il figlio sia morto, chiama al castello la nuora e il piccolo, che ora è l'unico erede dei Sackton.
A guerra finita, Philip torna a Londra dove si mette alla ricerca della moglie che sembra svanita nel nulla. La disperazione lo porta a pensare al suicidio, ma Brand interviene e lo porta con sé al castello di famiglia. Lì, vive quella che sembra essere Fleurette con il bambino di Philip. Ma, Brand riconosce nella donna la sua vecchia amante, la Belle Russe. Quando la accusa, viene alle mani con Philip, che non vuole credergli. I due saranno fermati dall'intervento della vera Fleurette, che ha lasciato Parigi per andare a riprendersi il bambino che, spiega, aveva affidato alla sorella gemella perché lei era gravemente malata. La Belle Russe, infatti, vista l'occasione, aveva finto con Lady Stockton di essere Fleurette per poter prendere il suo posto. Ora, smascherata, non le resta che andarsene.

## Produzione
Il film fu prodotto dalla Fox Film Corporation.

## Distribuzione
Il copyright del film, richiesto da William Fox, fu registrato il 21 settembre 1919 con il numero LP14207.
Distribuito dalla Fox Film Corporation, il film uscì nelle sale cinematografiche USA il 21 settembre 1919.
Non si conoscono copie ancora esistenti della pellicola che viene considerata presumibilmente perduta.